# Forcipomyia marini
Forcipomyia marini är en tvåvingeart som beskrevs av Gustavo R. Spinelli och Dippolito 1995. Forcipomyia marini ingår i släktet Forcipomyia och familjen svidknott.
Artens utbredningsområde är Venezuela. Inga underarter finns listade i Catalogue of Life.